# 笑・神・降・臨
『笑・神・降・臨』（しょうしんこうりん）は、NHK総合テレビジョンで2008年から2013年まで不定期で放送されていたお笑い演芸ネタ見せ番組。

## 概要
毎回1組の芸人が29分をかけて、入魂のネタをじっくりと見せる。その29分の使い方は出演する芸人に任せており、基本的に披露するネタに制限はなく、おのおののやりたいことを好きなように表現することができる。番組冒頭で「世相に流されない真のお笑いファンに捧ぐ…」とのテロップが表示される。

## 来歴
2008年7月12日にパイロット版が『番組たまご』枠でオンエアされ、この時出演したのはバナナマンであった。バナナマン曰く『爆笑オンエアバトル』からお世話になっているスタッフより「長いのやりましょう」というオファーを受けての出演だった。バナナマンはその後、「番組の反響が凄かった」と自身のラジオで語った。
その好評を受け2009年4・5月期にレギュラー放送が開始した。この番組は2か月で終了し、その後視聴者から多くの反響が寄せられ、2009年10・11月期に第2シリーズ、2010年4月から2011年3月まで月1回放送として第3シリーズ、2011年7月から第4シリーズが放送された。2012年4月から月1回放送（8月・1月は季節特番編成により休止）として第5シリーズが放送された。
第5シリーズ最終回の放送終了後、番組公式ホームページにて番組を一旦終了させることが宣言された。

## 放送リスト
- この番組に出演した所謂「お笑い第五世代」にあたるほぼ全ての芸人は「爆笑オンエアバトル」にも出場経験がある（ただし、サンドウィッチマンのみこの世代に該当する芸人の中で唯一出場経験が1度もない）[注 3]。
- 名前の前に記した記号「◎」はプラチナバトラー、「○」はゴールドバトラーである。

### パイロット版
| 放送日        | 出演者     | 内容                                                             |
| ------------- | ---------- | ---------------------------------------------------------------- |
| 2008年7月12日 | バナナマン | コント『宮沢さんとメシ』『Secretive person』 ゲスト出演 大林素子 |

### 第1シリーズ
当初3月30日から放送開始する予定だったが、NHK予算審議のため1週間延期となった。
| 回 | 放送日        | 出演者             | 内容 |
| -- | ------------- | ------------------ | --- |
| 1  | 2009年4月6日  | 次長課長           | コント『吉田のママ』『128,000円』 パロディコント『アマフェッショナル』 ゲスト出演 住吉美紀（NHKアナウンサー） |
| 2  | 2009年4月13日 | ◎アンジャッシュ    | コント『ゲストが来ない』『社員旅行の写真』『相席』 幕間『楽屋コント』                                         |
| 3  | 2009年4月20日 | インパルス         | コント『ワイドショー』『パーティ刑事』『献血』                                                                |
| 4  | 2009年4月27日 | ○東京03            | コント『スマイリーハウジング』『営業スタイル』『大丈夫です』 幕間『歌い屋角ちゃん』                           |
| 5  | 2009年5月4日  | フットボールアワー | コント『演歌の花道』『ストリートライブ』 ロケコント『おーい!はに丸 不動産屋にて』                             |
| 6  | 2009年5月11日 | ○ますだおかだ      | 『漫才』『漫才（2）』『アフレコ漫才～妖怪人間ベム～』 ロケコント『壬生の血煙』                                |
| 7  | 2009年5月18日 | バカリズム         | コント『このあいだばなし』『WARUYONO!』『ホイッスるべきもの』 幕間『野球官能小説』『歴史的官能小説』          |
| 8  | 2009年5月25日 | ○ドランクドラゴン  | コント『迷子』『登校拒否』『C・A（キャビンアテンダント）』 幕間『鈴木トークコント』                           |

- ナレーションは次長課長放送時は服部伴蔵門、それ以降は、全シリーズを佐藤賢治が担当。

### 第2シリーズ
| 回 | 放送日         | 出演者             | 内容                                                                                                  |
| -- | -------------- | ------------------ | --- |
| 1  | 2009年10月5日  | サンドウィッチマン | コント『引っ越し』『メガネ屋』『哀川調』『葬儀社』                                                    |
| 2  | 2009年10月12日 | ロバート           | コント『レゲエ』『コスプレ喫茶』『幼稚園』 幕間『雰囲気ことわざ』                                     |
| 3  | 2009年10月19日 | キングオブコメディ | コント『ファミレス』『アナウンス』『誘拐』『出張』                                                    |
| 4  | 2009年10月26日 | 2丁拳銃            | 『25分ノンストップ漫才』                                                                              |
| 5  | 2009年11月2日  | 友近               | パロディコント『USOスタジオからこんにちは』 ゲスト出演 内山久美子                                     |
| 6  | 2009年11月9日  | TKO                | 松竹新喜劇風コント『あの夏の思い出』 ゲスト出演 西川風花                                              |
| 7  | 2009年11月16日 | 麒麟               | 『漫才』 パロディドキュメンタリー『麒麟大陸』 コント『山小屋にて・・・』                              |
| 8  | 2009年11月23日 | よゐこ             | コント『視力検査』『ともだち』『クイズ$マリオネア』『脇役』『冒険のはじまり』『勇者が村にやってくる』 |

### 第3シリーズ
| 回 | 放送日        | 出演者            | 内容 |
| -- | ------------- | ----------------- | --- |
| 1  | 2010年4月10日 | キングコング      | 漫才5連発『タッチ』『肝試し』『運動会』『ラップ』『住民票』                                                                              |
| 2  | 2010年5月1日  | エレキコミック    | コント『やっつんだっつんReady』『親権法律相談』『A・DA・CHI』 幕間『フリートーク』                                                       |
| 3  | 2010年6月5日  | ◎トータルテンボス | 漫才『ペットショップ』『探偵』 コント『医者』『避難訓練』 幕間『トータルテンボスのオンエアされない若手芸人たち…』                        |
| 4  | 2010年8月7日  | ○スピードワゴン   | 漫才『ケンカ指相撲&水戸黄門』『井戸田潤 探偵物語』『ちょっといい話』『富士山』 幕間『ハンバーグ師匠』                                    |
| 5  | 2010年9月4日  | 柳家喬太郎        | 古典落語『初天神』 新作落語『午後の保健室』 お囃子 - 三味線：千葉しん、太鼓：入船亭辰じん                                                |
| 6  | 2010年10月2日 | チョップリン      | コント『捨てジェイソン』『変な姉』『アンパンと牛乳』『牛丼屋』 幕間『戦場カメラマン チョップリンを語る』                                 |
| 7  | 2010年12月4日 | パックンマックン  | 漫才『119』『アメリカにて』 コント『おまわりさん』                                                                                       |
| 8  | 2011年1月8日  | 桂かい枝          | 新作落語『ハル子とカズ子』『恋するオ・ト・メ』『丑三つ（うしみつ）タクシー』 お囃子 - 三味線：勝正子、太鼓：笑福亭笑助、当り鉦：桂阿か枝 |
| 9  | 2011年2月5日  | ナイツ            | 漫才PartI〜III 幕間『いつ何時でもボケる!』 ゲスト出演 内海桂子                                                                           |
| 10 | 2011年3月5日  | が〜まるちょば    | 『が～まるちょばステージショー』 サイレントコメディー『透明人間』                                                                        |

### 第4シリーズ
| 回 | 放送日        | 出演者         | 内容 |
| -- | ------------- | -------------- | --- |
| 1  | 2011年7月8日  | キャイ〜ン     | 漫才『エコロジー』『心理学』 コント『アイドルデュオ』 幕間『〜着替え中〜』 |
| 2  | 2011年7月29日 | ペナルティ     | コント『ハウスクリーニング』『約束』『ポキオ』『Boy meets...』 ロケ企画『謎のハーフヒーロ・半分マン』『半分マンの正体は･･･!?』『ペナルティのかぞえうた』                          |
| 3  | 2011年8月5日  | ◎NON STYLE     | コント『Bar』『同棲』『夜間診療』 漫才『時代劇』 幕間『お客さんの感想』 |
| 4  | 2011年8月19日 | 松村邦洋       | 第1戦『はい!』 第2戦『織田信長のオールナイトニッポン（ビートたけし風）』 第3戦『ものまねプロジェクトX』 幕間『監督が語る、松村3連戦敗戦の弁』 ゲスト：斉藤孝信（NHKアナウンサー） |
| 5  | 2011年8月26日 | Wコロン        | 漫才PartI〜III なぞかけ叩き売り |
| 6  | 2011年9月2日  | 鳥居みゆき     | コント『狂宴封鎖的世界「穴」』 |
| 7  | 2011年9月9日  | トップリード   | コント『雨の建設予定地』『寿司』『たけのこ』 「オンバト+ 第1回チャンピオン大会」 優勝コント 幕間『トップリード 10年間のあゆみ』                                                   |
| 8  | 2011年9月16日 | 古今亭菊之丞   | 古典落語『法事の茶』『町内の若い衆』 幕間「菊之丞 いち!?変化」 お囃子 - 三味線：太田その、太鼓：柳亭市也、当り鉦：古今亭きょう介                                                  |
| 9  | 2011年9月23日 | 立川談笑       | 改作落語『薄型テレビ算（壺算）』『蝦蟇の油』 お囃子 - 三味線：恩田恵理、鳴り物：三遊亭ありがとう                                                                                  |
| 10 | 2011年9月30日 | ダチョウ倶楽部 | コント『ゲームセンターみたいな靴屋さん』『プロレス』『天ぷら 肥後屋』『楽しい日本語 JAPON』 『反省会』                                                                            |

### 第5シリーズ
| 回 | 放送日                      | 出演者                 | 内容 |
| -- | --------------------------- | ---------------------- | --- |
| 1  | 2012年4月7日                | 三遊亭白鳥             | 新作落語『砂漠のバー 止まり木』 |
| 2  | 2012年5月5日                | ○U字工事               | 漫才『漫才(1)』『憧れの田舎ライフ』『ビジネス栃木』 コント『喫茶ファクトリー』 企画コーナー『クイズ! 栃木検定』                           |
| 3  | 2012年6月2日                | ○我が家                | 漫才『格言』 コント『杉新太郎』『窓ふき』 「爆笑オンエアバトル」 初オンエアコント 企画漫才『父親降臨』                                    |
| 4  | 2012年7月14日               | ○タイムマシーン3号     | 漫才『空白の3日間』『寿限無』 コント『演技物』 「オンバト+ 第2回チャンピオン大会」優勝コント『エレベーター』 幕間『BRAKE TIME。』         |
| 5  | 2012年9月8日                | ○博多華丸・大吉        | 漫才『謝罪』 コント『三者面談』 パロディコント『サラメシ 華丸大吉バージョン』                                                             |
| 6  | 2012年10月6日               | ○カンカラ              | コント『新撰組』『火消し』『辻斬り講座』 オリジナルコメディー『カンカラ一族の光と影』（作：清水東） 忍者役 - 内山正則、岡本正仁、関根隆士 |
| 7  | 2012年11月3日               | ○陣内智則              | コント『忘れ物センター』『ドラマ 蕾（つぼみ）』『蝉 〜いのち〜』 ゲスト出演 - 大野未来、竹井良、他 声の出演 - 小原雅人、御崎朱美          |
| 8  | 2012年12月8日               | インスタントジョンソン | コント『バーベキュー』『雑学王』『死後の世界』 ロケコント『応援団』                                                                       |
| 9  | 2013年2月4日 ※0：10 - 0：39 | 中川家                 | 『漫才(1)』『漫才(2)』 コント『携帯電話ショップ』 幕間『中川家のモノマネ』                                                                |
| 10 | 2013年3月2日                | ロッチ                 | コント『マリッジオーシャンブルー』『福引』『無の境地』『ロッチコンビ歌』                                                                  |

- 7月はウィンブルドン選手権のため通常月より1週繰り下げ。8月はロンドンオリンピック中継、1月は新春特別編成の都合によりそれぞれ休止。2月はNHKテレビ開局60年特番のため2日繰り下げ。

## 関連番組
- 演芸図鑑 - スタッフ一部共通。
- 爆笑オンエアバトル／オンバト+ - 兄弟番組。お互いの公式サイトにリンクバナーが張られている。